# Campeonato Paraguaio de Futebol de 2019 - Clausura
O Campeonato Paraguaio de Futebol de 2019 "Clausura" será o centésimo vigésimo torneio desta competição. Irão participar doze equipes. Os dois piores promedios serão rebaixados. É um campeonato no sistema de Apertura e Clausura separados, com dois campeões paraguaios por ano, sem a necessidade de final entre eles. .O campeão representará o Paraguai na Copa Libertadores da América de 2020. As outras duas vagas serão para o campeão do apertura e o primeiro melhor finalista na tabela geral. Para a Copa Sul-Americana de 2020, os três melhores clubes na tabela de pontuação total (que inclui o Apertura e o Clausura somados) já que a quarta vaga ficará com o campeão da Copa Paraguai 2019

## Participantes
| Equipe               | Cidade         | Departamento     | Em 2017               | Estádio                      | Capac. | Títulos                                                  | Part. |
| -------------------- | -------------- | ---------------- | --------------------- | ---------------------------- | ------ | -------------------------------------------------------- | ----- |
| Cerro Porteño        | Assunção       | Distrito Capital | Vice Campeão          | General Pablo Rojas          | 45.000 | 32 (último em Clausura de 2017)                          | 112   |
| Deportivo Capiatá    | Capiatá        | Central          | Oitavo Lugar          | Lic. Erico Galeano           | 15.000 | 0 (não possui)                                           | 13    |
| Deportivo Santaní    | San Estanislao | San Pedro        | Décimo Segundo Lugar  | Juan José Vázquez            | 4.928  | 0 (não possui)                                           | 6     |
| General Díaz         | Luque          | Central          | Décimo Primeiro Lugar | General Adrián Jara          | 4.000  | 0 (não possui)                                           | 12    |
| Guaraní              | Assunção       | Distrito Capital | Quarto Lugar          | Rogelio Livieres             | 5.380  | 11 (último em Clausura de 2016)                          | 119   |
| Libertad             | Assunção       | Distrito Capital | Terceiro Lugar        | Dr. Nicolás Leoz             | 10.100 | 20 (último em Apertura de 2017)                          | 115   |
| Nacional             | Assunção       | Distrito Capital | Décimo Lugar          | Arsenio Erico                | 4.434  | 9 (1909, 1911, 1924, 1926, 1942, 1946, 2009, 2011, 2013) | 113   |
| Olimpia              | Assunção       | Distrito Capital | Campeão               | Manuel Ferreira              | 25.820 | 43 (último em Apertura de 2019)                          | 120   |
| River Plate          | Assunção       | Distrito Capital | Sexto Lugar           | Estádio do River Plate       | 5.000  | 0 (não possui)                                           | 79    |
| Sol de América       | Villa Elisa    | Central          | Nono Lugar            | Luis Alfonso Giagni          | 10.200 | 2 (1986, 1991)                                           | 112   |
| Sportivo Luqueño     | Luque          | Central          | Quinto Lugar          | Feliciano Cáceres            | 20.183 | 2 (1951,1953)                                            | 96    |
| Sportivo San Lorenzo | San Lorenzo    | Central          | Sétimo Lugar          | Estádio Cidade Universitária | 3.000  | 0 (não possui)                                           | 34    |

## Premiação
| Campeonato Paraguaio 2019 Primeira Divisão - Clausura |
| Assunção                                              |
| ----------------------------------------------------- |
| Club Olimpia Campeão (44º título)                     |